# تاريخ كندا الاقتصادي

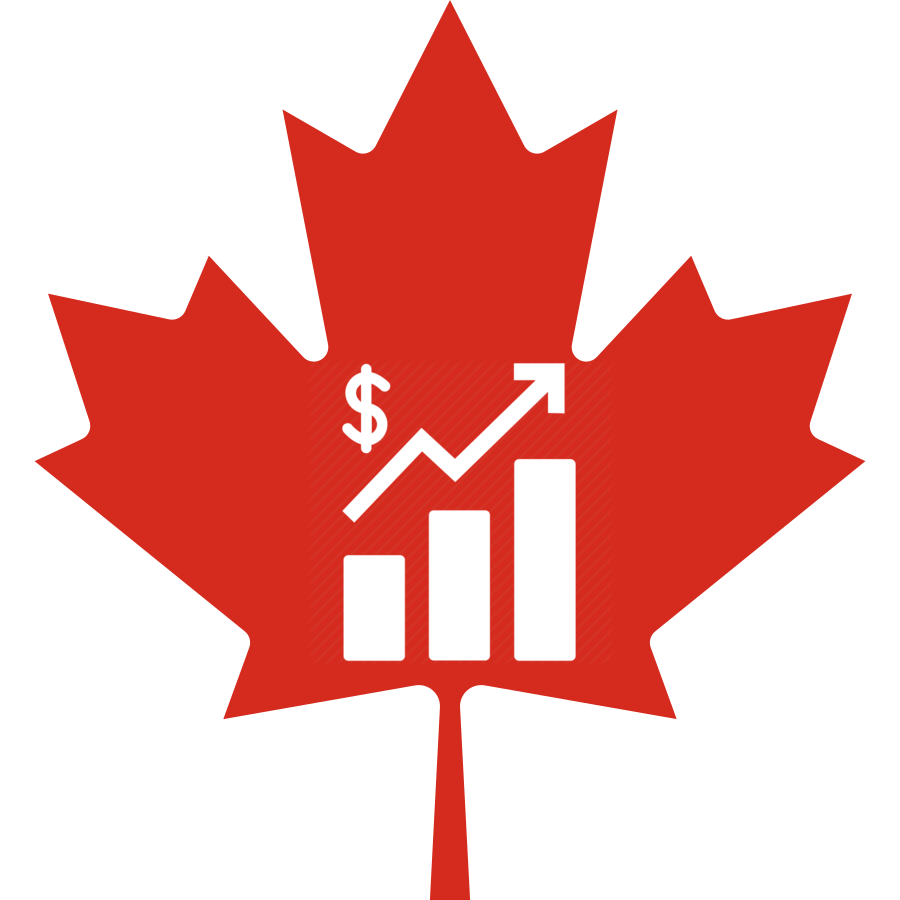

نزع المؤرخون الكنديون حتى الثمانينيات من القرن العشرين إلى التركيز على التاريخ الاقتصادي، والذي شمل تاريخ الأيدي العاملة. ويرجع أحد أسباب ذلك إلى أن ما شهدته كندا من صراعات عسكرية وسياسية أقل بكثير من المجتمعات الأخرى. وينطبق ذلك بشكل خاص على النصف الأول من القرن العشرين حين كانت السيادة للتاريخ الاقتصادي. فكان العديد من أبرز المؤرخين الكنديين الإنجليز في تلك الفترة مؤرخين اقتصاديين، مثل هارولد إنيس، ودونالد كريجتون وآرثر ريجينالد مارسدن لوير.
ورث الباحثون المتخصصون في التاريخ الكندي التقاليد التي نشأت في أوروبا والولايات المتحدة الأمريكية، بيد أن إطارات العمل التي شهدت نجاحًا في أماكن أخرى فشلت غالبًا في كندا. فنجد أن التاريخ الاقتصادي المتأثر بالمذهب الماركسي الذي ساد أوروبا لم يتناسب جيدًا مع التاريخ الكندي في الغالب. فالتركيز على الطبقات الاجتماعية، والمناطق الحضرية والصناعة لم ينجح مع الاقتصاد الكندي الريفي القائم على الموارد. وكان من الصعب أيضًا على المدرسة النقدية، التي سادت الولايات المتحدة، أن تنتقل عبر الحدود الشمالية وصولاً إلى كندا.
انصب التركيز بشكل أساسي في دراسة التاريخ الاقتصادي بكندا على الجغرافيا الاقتصادية، وعلى مدى سنوات طوال كانت المدرسة الفكرية السائدة هي فرضية السلع الاستهلاكية الأساسية. اتخذت هذه المدرسة الفكرية من دراسة الموارد الطبيعية أساسًا لدراسة الاقتصاد الكندي. ومنذ ذلك الحين، صار هذا المنهج يُتبَّع أيضًا خارج كندا في أستراليا والعديد من الدول النامية.
قبل وصول الأوروبيين، كانت الأمم الأولى لما صار يُعرَف الآن بكندا تتمتع بشبكة تجارية كبيرة ونشطة. فكان الفراء، والأدوات، والعناصر الزخرفية، وغير ذلك من السلع، تُنقَل لآلاف الكيلومترات في قوارب الكانو غالبًا عبر الأنهار والبحيرات العديدة في المنطقة.
يُدرس عادةً التاريخ الأوروبي القديم للاقتصاد الكندي من خلال فرضية السلع الاستهلاكية الأساسية التي تنص على أن الاقتصاد الكندي قد تطور عن طريق استغلال مجموعة من السلع الاستهلاكية الأساسية المُصدَّرة إلى أوروبا.

## مصايد السمك بالمحيط الأطلسي
كانت المستعمرات الأوروبية الأولى في كندا عبارة عن مصايد للأسماك تقع على الساحل الشرقي، لا سيما مصايد جراند بانكس التي تقع قبالة جزيرة نيوفاوندلاند. فكانت المراكب تخرج من فرنسا والبرتغال وإسبانيا وبريطانيا العظمى إلى المحيط الأطلسي للصيد في فصل الصيف، ثم تعود محملةً بالأسماك. فهيمن على التجارة صائدو الأسماك القادمون من جنوب أوروبا. وكان الطلب على الأسماك أكثر بكثير في الدول الكاثوليكية، لكن المستعمرين الأوائل كانوا من بريطانيا وفرنسا بالشمال. وقد تمتعت إسبانيا والبرتغال وجنوب فرنسا بوفرة في الملح نظرًا للمناخ الدافئ الذي يسر من عملية تبخر مياه البحر. ومن ثم، كان القادمون من تلك البلاد يجلبون معهم براميل الملح إلى أراضي الصيد، ويملّحون الأسماك على أسطح المراكب، ثم يعودون إلى أوروبا دون أن تمس أقدامهم الأرض قط. أما في المناخ الأكثر برودة ومطرًا في الجزر البريطانية وشمال فرنسا، كان الملح نادرًا. بالتالي، كان أهالي هذه البلاد يحفظون الأسماك بتعليقها على الحوامل بسواحل نيوفاوندلاند ونوفا سكوشا. وكان العمل بمحطات التجفيف هذه يستمر على مدار شهور طوال العام، الأمر الذي أدى إلى قيام مستوطنات حولها. لم يتعد سكان هذه المستوطنات الصغيرة بضعة آلاف، لكنهم مثلوا عددًا كبيرًا من الأوروبيين الأوائل الذين وصلوا إلى أمريكا الشمالية.